# Senebkay
Woseribre Senebkay (còn được viết là Seneb Kay) là một pharaon của Ai Cập cổ đại trong thời kỳ Chuyển tiếp thứ hai. Việc phát hiện ra ngôi mộ của ông và năm 2014 đã chứng minh cho sự tồn tại của một vương triều Abydos độc lập, tồn tại cùng thời với vương triều thứ 15 và vương triều thứ 16 trong thời kỳ Chuyển tiếp thứ Hai. Ông dường như cũng xuất hiện trong cuộn giấy cói Turin, cuộn giấy này đã ghi lại hai vị vua cùng có tên ngai là "Weser... re" (chỉ có một phần của tên gọi này là được lưu giữ). Một hiện vật khác nữa có thể mang tên của ông đó một chiếc gậy phép có khắc tên Sebkay. Chiếc gậy này được tìm thấy ở Abydos nhưng nó có thể liên quan tới một hoặc có thể là hai vị vua thuộc giai đoạn đầu của vương triều thứ 13. Sự tồn tại của cái được gọi là vương triều Abydos này được Detlef Franke đề xuất đầu tiên và sau đó được Kim Ryholt phát triển thêm vào năm 1997.

## Ngôi mộ

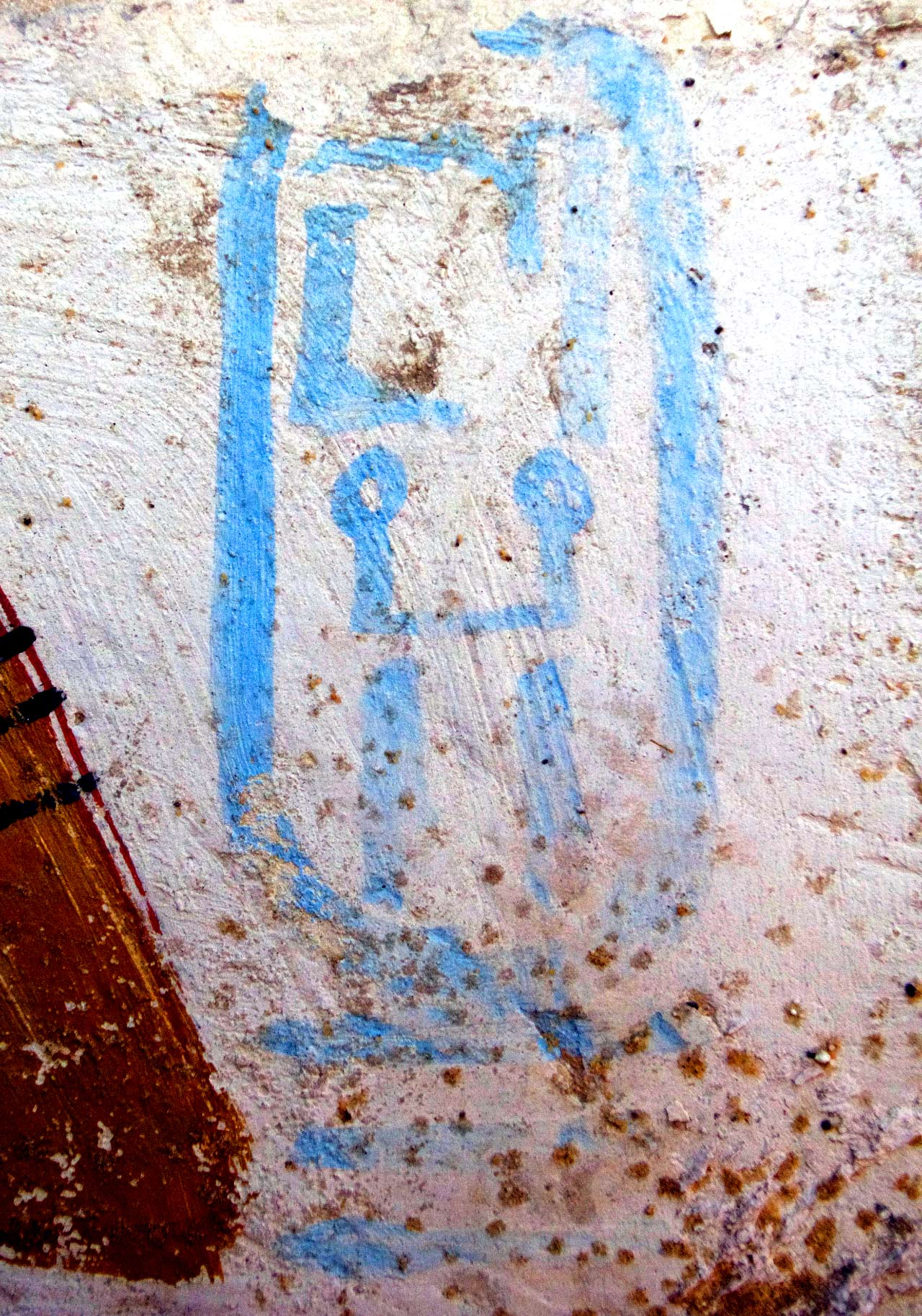
Đồ hình của pharaon Woseribre Senebkay, bên trong ngôi mộ của vị vua này.

Ngôi mộ của Senebkay(CS9) đã được Josef W. Wegner của Đại học Pennsylvania cùng với một nhóm các nhà khảo cổ học người Ai Cập phát hiện ở khu vực phía Nam của Abydos, Ai Cập vào năm 2014 Ngôi mộ với bốn phòng này có một phòng chôn cất bằng đá vôi được trang trí. Ở trên bức tường ngắn nằm phía đông, có vẽ hình hai con mắt của pWadjet. Ở bên trái và phải là các nữ thần Neith và Nut đang đứng. Một đĩa mặt trời có cánh được vẽ phía trên quang cảnh này. Ở trên bức tường phía bắc có vẽ một nữ thần đang đứng, tên của bà đã bị mất. Có những câu văn ngắn đề cập tới các nữ thần Duamutef và Qebehsenuf. Ở trung tâm của bức tường xuất hiện đồ hình với tên của nhà vua là Senebkay. Bức tường phía Nam hầu như đã bị phá hủy. Chúng ta vẫn có thể thấy được những tàn tích còn lại của hai nữ thần. Các bản văn đề cập tới những vị thần là Amset và Hapi. Phần đầu của vị vua này đã từng được trang hoàng bởi một chiếc mặt nạ tang lễ. Các bản văn ghi lại tước hiệu của vị pharaon này và gọi ông là "vua của Thượng và Hạ Ai Cập, Woseribre, con trai của Re, Senebkay". Tên của Senebkay còn được khắc bên trong một đồ hình của hoàng gia. Một số đồ tùy táng như là chiếc hộp đựng nội tạng bằng gỗ, đã được lấy từ các ngôi mộ lâu đời hơn. Những phần còn lại của chiếc hộp đựng nội tạng này ban đầu được khắc với tên của vua Sobekhotep, nó có thể đến từ ngôi mộ S10 gần đó, mà ngày nay được cho là thuộc về vua Sobekhotep IV.
Ngôi mộ này không có chứa nhiều đồ tùy táng và có thể nó đã bị cướp bóc từ thời cổ đại. Vị vua này cao khoảng 1,78m và qua đời ở độ tuổi từ 35 tới 40 tuổi. Qua nghiên cứu bộ xương của ông, chúng ta biết được rằng ông dường như đã chết trên chiến trường. Có tới 18 vết thương ở trên bộ xương của ông, tác động vào phần lưng dưới, chân và mắt cá chân. Góc của các vết chém này gợi ý rằng ông đã bị đánh từ phía dưới, có thể là khi ông đang ở trên một cỗ chiến xa hoặc đang cưỡi ngựa. Sau khi bị ngã xuống đất, ông đã tử trận do bị một vài vết chém của rìu vào hộp sọ. Độ cong của các vết thương trên hộp sọ ngụ ý cho chúng ta biết về việc sử dụng các loại rìu chiến đương thời trong thời kỳ Chuyển tiếp thứ Hai.